# Katedra w Truro

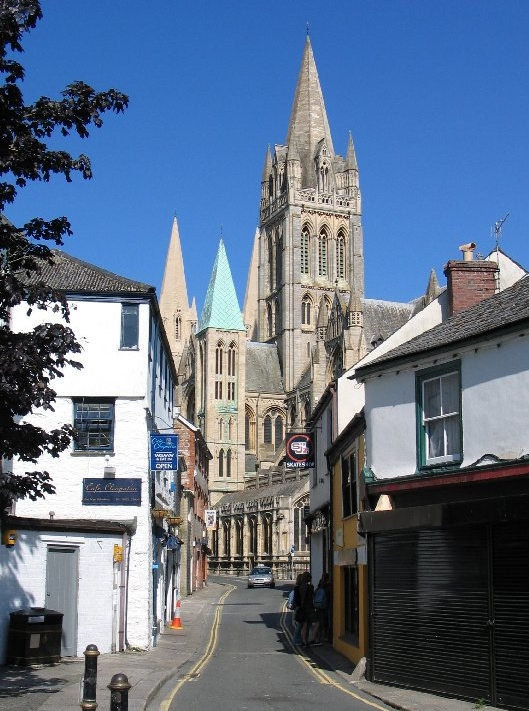
Widok na katedrę z St Mary Street

Katedra w Truro (ang. Truro Cathedral), formalnie Katedra Błogosławionej Panny Marii w Truro (ang. Cathedral of the Blessed Virgin Mary in Truro) – katedra anglikańska znajdująca się w stolicy Kornwalii, Truro. Neogotycka świątynia była pierwszą od XIII w. wybudowaną od podstaw katedrą w Wielkiej Brytanii. Jest jedną z trzech brytyjskich katedr z trzema wieżami (obok kościołów w Lichfield i Edynburgu).
Budowę rozpoczęto w 1880 na miejscu XVI-wiecznego kościoła parafialnego. Autorem projektu był John Loughborough Pearson, czołowy przedstawiciel angielskiego neogotyku. Połączył on formy wczesnego gotyku angielskiego z elementami gotyku francuskiego (przede wszystkim wieże i rozety). Wykazuje duże podobieństwa do katedry w Lincoln, ponieważ Pearson był m.in. konserwatorem tejże. Posiada trzy wieże, centralna ma wysokość 76 m, zachodnie – 61 m. Nawa dawnego kościoła jest częścią południowo-wschodniego skrzydła katedry i wciąż pełni funkcję kościoła parafialnego.
Pierwsza część katedry została poświęcona w 1887. Wieżę centralną ukończono w 1905; całość była gotowa w pięć lat później. Od śmierci Pearsona w 1897 pracami budowlanymi kierował jego syn – Frank.
Co roku katedrę odwiedza ok. 200 000 turystów. W 2002 skrzydło wschodnie odnowiono, zastępując użyty do elementów ozdobnych kamień ze Syerford kamieniem z Bathu; w 2005 w podobny sposób odnowiono skrzydło zachodnie.